# Beryl Spring
Pour les articles homonymes, voir Beryl.
Beryl Spring est une source chaude située dans le Gibbon Geyser Bassin dans le parc national de Yellowstone aux États-Unis.

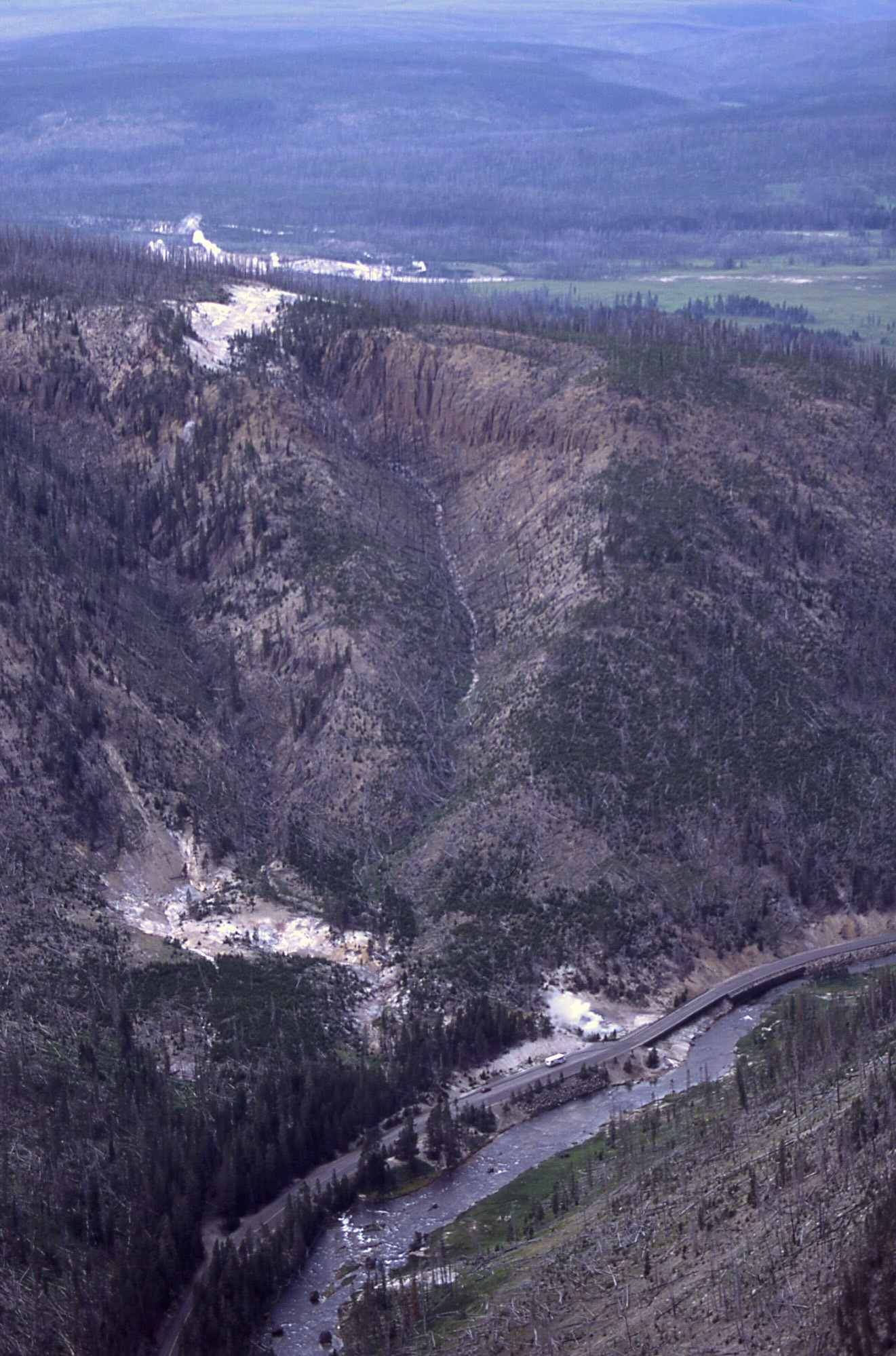
Vue aérienne de Beryl Spring, 2001

C'est une grande source surchauffée qui peut atteindre 1,2 m.
Faisant partie des sources les plus chaudes du parc national de Yellowstone avec une moyenne de 91 °C, Beryl Spring a été nommé par The Hague Party en 1883 pour sa couleur bleu-vert qui rappelle un morceau de béryl.